# Alexandra (Date-låt)
Alexandra är en singel framförd av Date från 2001 skriven av Mike Watson och Sofia Lagerström. Låten är det andra spåret i deras album, Allt mina ögon ser. Låten låg på Svensktoppen den 28 juli 2001 med en nionde placering.